# Gerhard Zschäbitz
Gerhard Ewald Zschäbitz (* 19. November 1920 in Riesa; † 15. Juni 1970 in Leipzig) war ein deutscher marxistischer Historiker und Editor.

## Leben
Gerhard Zschäbitz trat zu Beginn des Zweiten Weltkrieges (1939) in den Reichsarbeitsdienst und in die NSDAP ein. Von 1940 bis Kriegsende 1945 diente er in der Luftwaffe und war 1945 in US-Kriegsgefangenschaft bei Mühldorf am Inn. Noch im gleichen Jahr wurde er aus der Kriegsgefangenschaft entlassen und wurde Neulehrer an der Pestalozzischule in Riesa. Im folgenden Jahr wurde er Schulleiter an der Max-Planck-Oberschule Riesa und bis 1947 zeitweise auch stellvertretender Direktor an dieser Schule. Von 1947 bis 1951 studierte er an der Universität Leipzig Geschichte, Germanistik und Geographie. Von 1947 bis 1950 war er Mitglied der Liberal-Demokratischen Partei Deutschlands. Von 1952 bis 1959 war er wissenschaftlicher Assistent bzw. Oberassistent am Institut für „Geschichte des deutschen Volkes“ der Universität in Leipzig. Zwischen 1959 und 1965 war er Dozent für „Deutsche Geschichte“ an der Philosophischen Fakultät der Karl-Marx-Universität Leipzig. Er promovierte 1956 mit der Arbeit Die revolutionären Potenzen der mitteldeutschen Wiedertäuferbewegung in den Jahren nach dem Bauernkrieg. 1964 wurde Gerhard Zschäbitz Mitglied der SED. 1964 habilitierte er sich mit dem Thema „Das Buch der Hundert Kapitel und der vierzig Statuten des sogenannten Oberrheinischen Revolutionärs“. 1965 wurde er Kommissarischer Leiter der Abteilung Feudalismus am Institut für Geschichte der Akademie der Wissenschaften der DDR in Berlin. Mit der Verleihung des Professorentitels erhielt er die Venia legendi für Mittlere und Neuere Geschichte. Am 15. Juni 1970 wählte er den Freitod.

## Ehrungen
- 1952 „Medaille für ausgezeichnete Leistungen“
- 1959 „Ehrennadel der Karl-Marx-Universität Leipzig“
- 1962 „Pestalozzi-Medaille“ in Silber

## Werke (Auswahl)
- Die revolutionären Potenzen der mitteldeutschen Wiedertäuferbewegung in den Jahren nach dem Bauernkrieg. Leipzig 1956[1].
- Zur mitteldeutschen Wiedertäuferbewegung nach dem großen Bauernkrieg. Vorwort von Ernst Engelberg. Rütten & Loening, Berlin 1958.
- Der heilige Rock von Trier. Urania-Verlag, Jena, Leipzig 1959 (= Flugschriften des Instituts für Deutsche Geschichte der Karl-Marx-Universität Leipzig).
- „Von der newen wandlung eynes Christlichen Lebens“ – eine oft mißdeutete Schrift aus der Zeit nach dem großen deutschen Bauernkrieg. In: Zeitschrift für Geschichtswissenschaft 8 (1960), S. 908–918.
- mit Johannes Kalisch, Günther Krüger (Hrsg.): Traum und Tat. Kämpfe der Volksmassen in der Geschichte. Urania-Verlag, Leipzig, Jena 1962. (2., überarb. Aufl. Leipzig, Jena, Berlin 1964).
- Über den Charakter und die historischen Aufgaben von Reformation und Bauernkrieg. In: Zeitschrift für Geschichtswissenschaft 12 (1964), Heft 2, S. 277–288, ISSN 0044-2828.
- Die Auswirkungen der Lehren Philipp Melanchthon auf die fürstenstaatliche Politik in der zweiten Hälfte des 16. Jahrhunderts. Akademie Verlag, Berlin 1963.
- Joachim Camerarius. In: Max Steinmetz (Hrsg.): Bedeutende Gelehrte in Leipzig. Zur 800-Jahr-Feier der Stadt Leipzig, Band 1. Karl-Marx-Universität, Leipzig 1965, S. 1–6.
- Martin Luther. Größe und Grenze, 2 Teile (Teil 1: 1483–1526; Teil 2: nicht erschienen). Deutscher Verlag der Wissenschaften, Berlin 1967.
- Das Buch der Hundert Kapitel und der vierzig Statuten des sogenannten Oberrheinischen Revolutionärs. Historische Analyse. Deutscher Verlag der Wissenschaften, Berlin 1967 (= Leipziger Übersetzungen und Abhandlungen zum Mittelalter. Reihe A. Band 4).
- (Leitung): Die Reformation in Deutschland. Materialien zur Geschichte der frühbürgerlichen Revolution. Deutsche Akademie der Wissenschaften, Lutherstadt Wittenberg 1967.
- Zum marxistischen Lutherbild. In: Geschichtsunterricht und Staatsbürgerkunde 9 (1967), S. 752–758, ISSN 0016-9072.
- mit Karl Obermann, Heinrich Scheel, Helmuth Stoecker, Bernhard Töpfer (Hrsg.): Biographisches Lexikon zur Deutschen Geschichte. Von den Anfängen bis 1917. Deutscher Verlag der Wissenschaften, Berlin 1967.[2]